# Меа-Шеарим

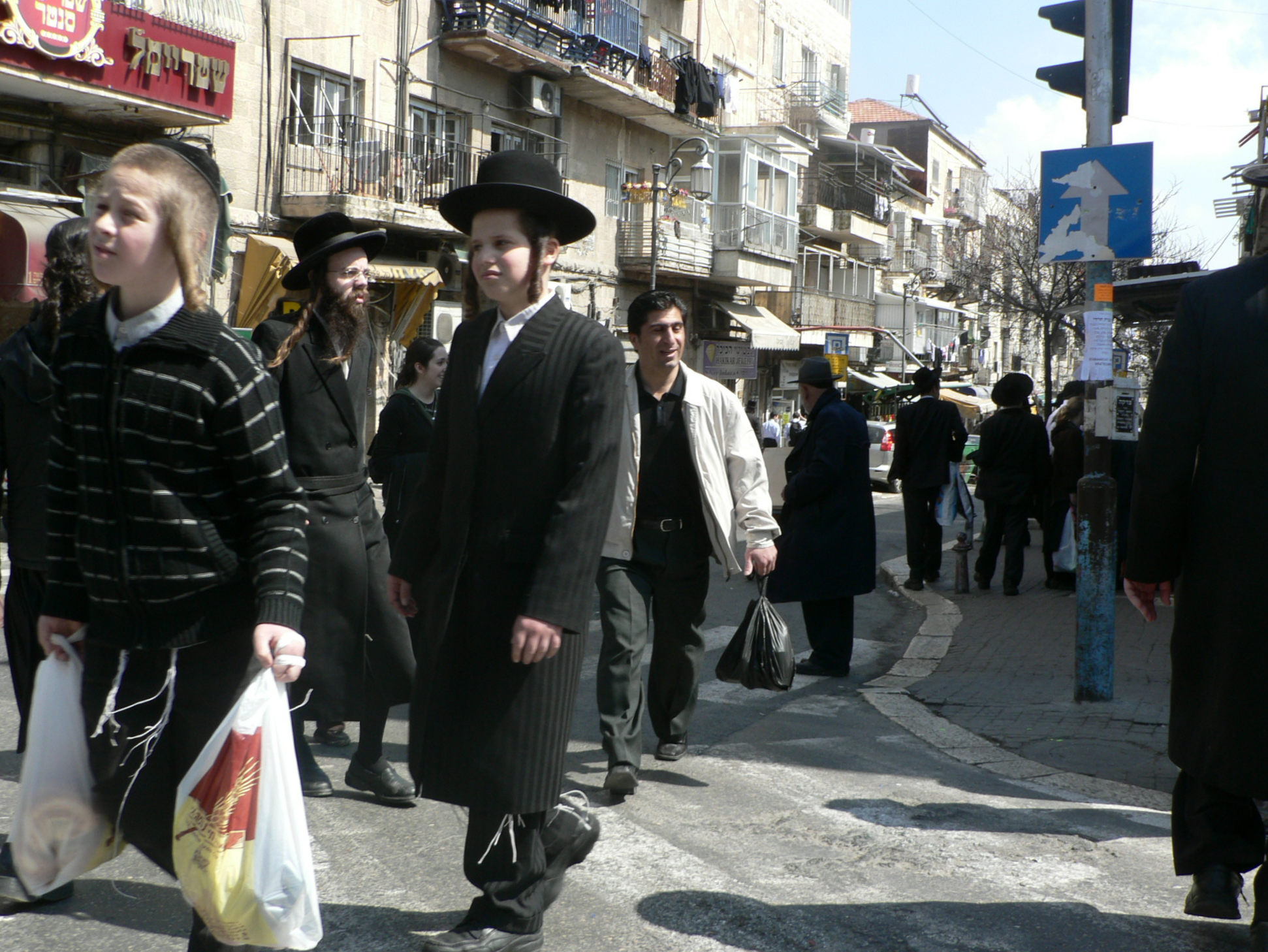
Площадь "Шаббат" (Кикар аШаббат)

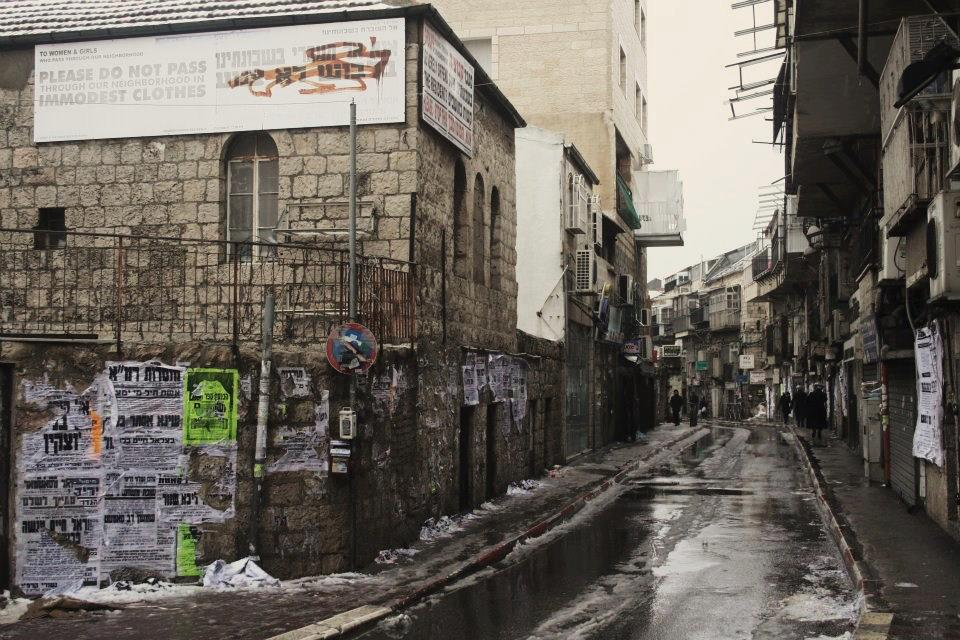
Улица Меа Шеари́м

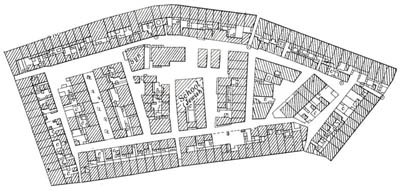
План района

Ме́а-Шеари́м (ивр. מאה שערים‎) — один из старейших районов нового города в Иерусалиме. Он был основан в 1874 г. представителями религиозной общины Зальманом Бахараном и Иосифом Ривлиным, которые приобрели у арабов земли деревни Лифта. Архитектор Меа-Шеарима, Конрад Шик, спроектировал квартал в форме прямоугольника, состоящего из длинных домов, чтобы внешние стены служили защитой для жителей. Шесть ворот квартала до недавнего времени запирались на ночь. В широком понимании под Меа-Шеарим подразумевают все соседние районы с религиозным населением, включающие Макор Барух, Геулу, Бейт Исраэль, Бухарский квартал, Батей Варша, Батей Унгарин. В религиозном мире принято расширенный Меа-Шеарим называть по имени другого крупного района в блоке: Геула. В более узком смысле под именем Меа-Шеарим подразумевается небольшой район по обеим сторонам улицы с одноимённым названием.
Название района переводится как «сто крат» и представляет собой выражение из Библии (Быт. 26:12): «И сеял Исаак в земле той и получил в тот год ячменя во сто крат (מֵאָה שְׁעָרִים): так благословил его Господь.»
В начале XX века Меа-Шеарим был смешанным религиозно-светским районом, однако в 60-е годы религиозное население начало вести активную борьбу за закрытие улиц и всех учреждений по шаббатам. Эта активность вынудила светскую молодёжь искать себе жильё в других местах. Пожилые люди постепенно доживают свой век и их квартиры постепенно переходят к религиозным жителям района. 
На сегодняшний день наряду с наличием крупнейших хасидских дворов Гур и Карлин заселён также ультраортодоксальными евреями, в числе которых Толдот Аарон, Толдот Авраам Ицхак, сатмар, нетурей карта и сикриким. Эти группы известны жесткой оппозицией к государству Израиль и сионизму. Вокруг Меа-Шеарим за последние полтора века выросло ещё около 40 ортодоксальных кварталов. На субботы и праздники проезд через район перекрыт. При вспышках религиозного недовольства деятельностью разных официальных органов и групп в Израиле на Меа-Шеарим приходится основная доля религиозных демонстраций и акций протеста.